# Mathias Färm

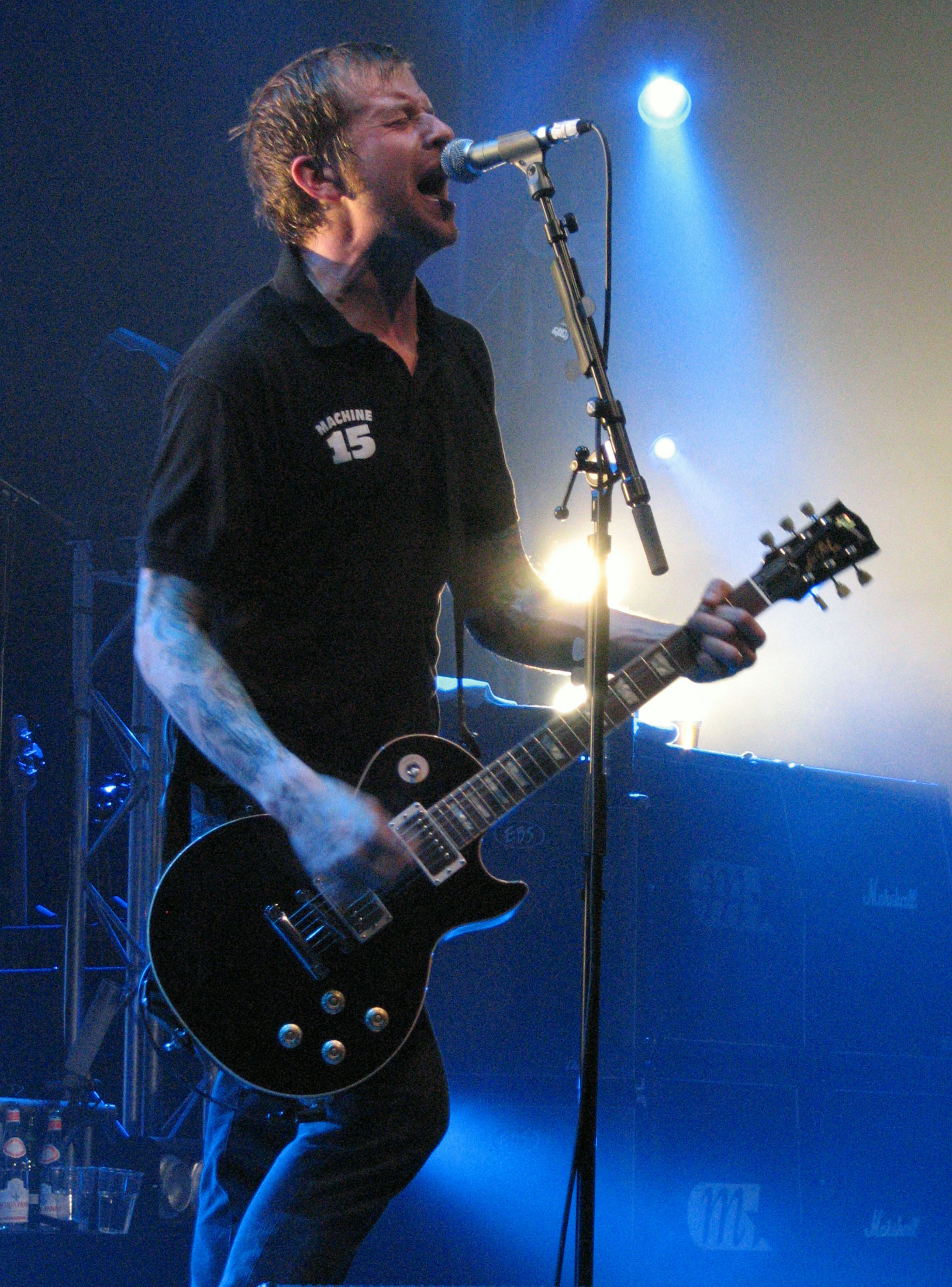
Mathias Färm.

Mathias Färm (Örebro, Suecia; 9 de septiembre de 1974) es un guitarrista sueco, más conocido por ser miembro de la banda de skate punk sueca Millencolin. También es el líder de una banda de punk Franky Lee, una parte del proyecto de Millencolin.
Comenzó a practicar el skate en 1987 y comenzó a escuchar Operation Ivy, Mc Rad, The Descendents  & Odd Man Out por los vídeos de skate. A principios de 1992, el y Nikola Sarcevic eran miembros de una banda denominada Seigmenn, que fue una banda de punk rock cantando en sueco. Färm dirige un estudio llamado Soundlab Estudios, que comenzó con la ayuda de Mieszko Talarczyk el excantante de la banda sueca, Nasum. Fue el primera baterista de Millencolin pero pronto cambió a la guitarra cuando Fredrik Larzonel actual baterista de Millencolin se unió a la banda en 1993. Este cambio se debió a que la mayoría de las canciones de Millencolin requería de dos guitarras en el escenario para duplicar el estudio de los sonidos grabados. Färm También fue un guitarrista más competente que baterista.
Vive en Örebro (Suecia) y es vegetariano. Mathias desempeña la mayoría de las partes de guitarra rítmica en los primeros álbumes de Millencolin, pero en los últimos 4 álbumes, lo hace la mayoría de las guitarras principales en particular los riffs de octava y algunos solos.